# Караг (озеро)
Караг (англ. Caragh Lake, ірл. Loch Cárthaí) — озеро, розташоване в заповідному середовищі Національного парку Кілларні, на південному заході Ірландії (див. Озера Кілларні). Розташоване між жвавим містечком Кіллорґлін та селом Гленбі, на північ від пагорбів Макгіллікуді. Це одне з багатьох прісноводних озер в Керрі, яке входить до великої Спеціальної території охорони. Озеро розвивалось у глибокій долині, через яку була запружена річка Караг. Це прекрасне місце для риболовлі та рекреаційних прогулянок на човні в оточенні приголомшливого ландшафту Макгіллідді-Рікс. Найвищу гору на острові Ірландії — Каррантуїлл (англ. Carrauntoohil) — особливо добре видно із західних берегів озера Караг.